# Писарук Сергій Миколайович
Сергі́й Микола́йович Писару́к (нар. 15 квітня 1986 — пом. 4 вересня 2014) — солдат 51-ї окремої механізованої бригади Збройних сил України, учасник російсько-української війни.

## Життєпис
Народився 1986 року в селі Піддубці (Луцький район, Волинська область). Закінчив Піддубцівську ЗОШ; Волинський фаховий коледж Національного університету харчових технологій; створив родину. Здобув професію — касир (у банку). Продовжив навчання за освітнім рівнем молодшого спеціаліста; 2008-го отримав дилом за фахом «Фахівець з комерційної діяльності». Проходив військову службу в місті Броди Львівської області. Демобілізувавшись, працював автослюсарем на СТО.
В часі війни 9 квітня 2014 року одним з перших мобілізований, солдат 51-ї окремої механізованої бригади.
Військову службу починав гранатометником, потім — водій БТР, врешті пересів на «Урал» та возив набої. Був слюсарем, в зоні бойових дій займався також ремонтом техніки.
Сергій вже їхав у відпустку, але авто з солдатами, яких везли додому, розстріляли терористи.
Без Сергія лишились батьки, дружина й син Андрій 2013 р.н.
Похований в Піддубцях.

## Нагороди та вшанування
За особисту мужність і героїзм, виявлені у захисті державного суверенітету та територіальної цілісності України, вірність військовій присязі під час російсько-української війни, відзначений — нагороджений
- 17 липня 2015 року — орденом «За мужність» III ступеня (посмертно)[2]
- почесний громадянин Луцького району (посмертно)
- пам'ятною медаллю «захисник Батьківщини» (посмертно)
- відзнакою командира 14-ї ОМБР (посмертно)
- Його портрет розміщений на меморіалі «Стіна пам'яті полеглих за Україну» у Києві: секція 4, ряд 9, місце 6
- 1 вересня 2015 року в приміщенні школи села Піддубці відкрито меморіальну дошку його честі.